# Lagomeryx
Il lagomerice (gen. Lagomeryx) è un mammifero artiodattilo estinto, appartenente ai cervidi. Visse nel Miocene inferiore - medio (circa 18 - 13 milioni di anni fa) e i suoi resti fossili sono stati ritrovati in Europa e in Asia.

## Descrizione
Questo animale non doveva essere molto diverso da un tragulo attuale, ma possedeva due piccole corna sul cranio. Le dimensioni erano molto ridotte (Lagomeryx significa infatti "ruminante coniglio" in riferimento alla taglia): la specie più piccola, Lagomeryx pumilio, era grande quanto un grosso coniglio. Lagomeryx e i suoi stretti parenti (come Ligeromeryx e Stephanocemas) possedevano numerose caratteristiche primitive che richiamavano gli antenati moscoidi, ad esempio la presenza di due canini allungati nei maschi adulti. Le appendici craniche erano formate da un peduncolo relativamente corto, senza la tipica separazione tra parte fissa e parte caduca. I palchi si ramificavano solo alle estremità in numerose piccole punte, e possedevano una struttura palmata. Nelle forme più piccole (come L. pumilio) queste corna erano davvero minuscole, e non superavano l'altezza di 1,5 centimetri. 

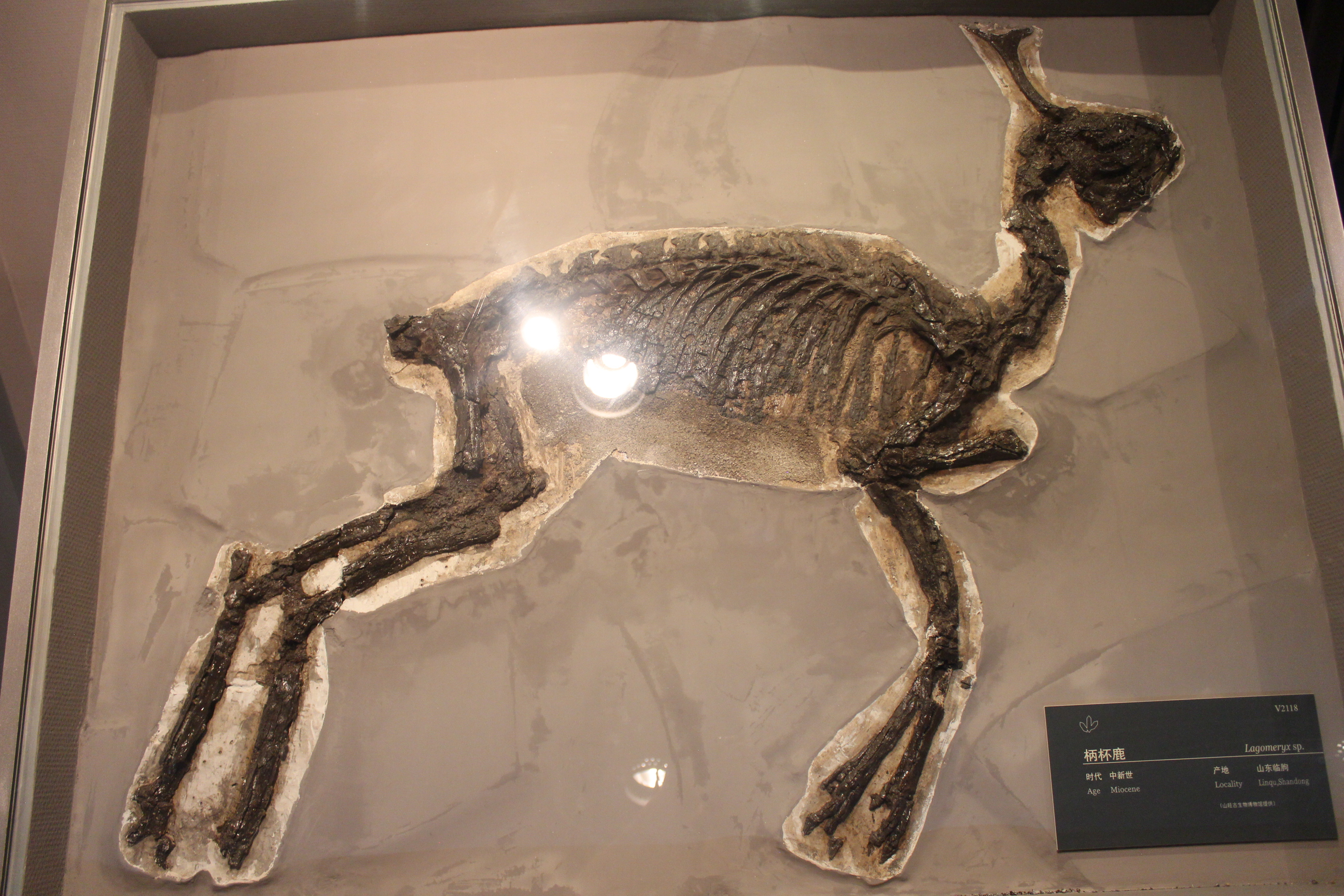
Scheletro completo di Lagomeryx proveniente dalla Cina

## Classificazione
Il genere Lagomeryx è stato descritto per la prima volta nel 1904 da Roger, e comprende una quantità di specie di piccoli ruminanti del Miocene inferiore e medio europeo. La specie tipo è L. ruetimeyeri, che poteva raggiungere la taglia di un attuale muntiac, ed è stata ritrovata principalmente in Germania e in Francia. Altre specie europee sono la minuscola L. pumilio e L. parvulus, di dimensioni intermedie tra le due precedenti. In Cina sono note L. complicidens e L. colberti, quest'ultima più specializzata e dotata di corna piuttosto allungate. In Thailandia è stata ritrovata L. manai, di grandi dimensioni e probabilmente imparentata con L. complicidens (Suraprasit et al., 2014). Lagomeryx fa parte dei lagomericini, un gruppo di ruminanti primitivi generalmente di dimensioni ridotte, vicini all'origine dei cervidi veri e propri.

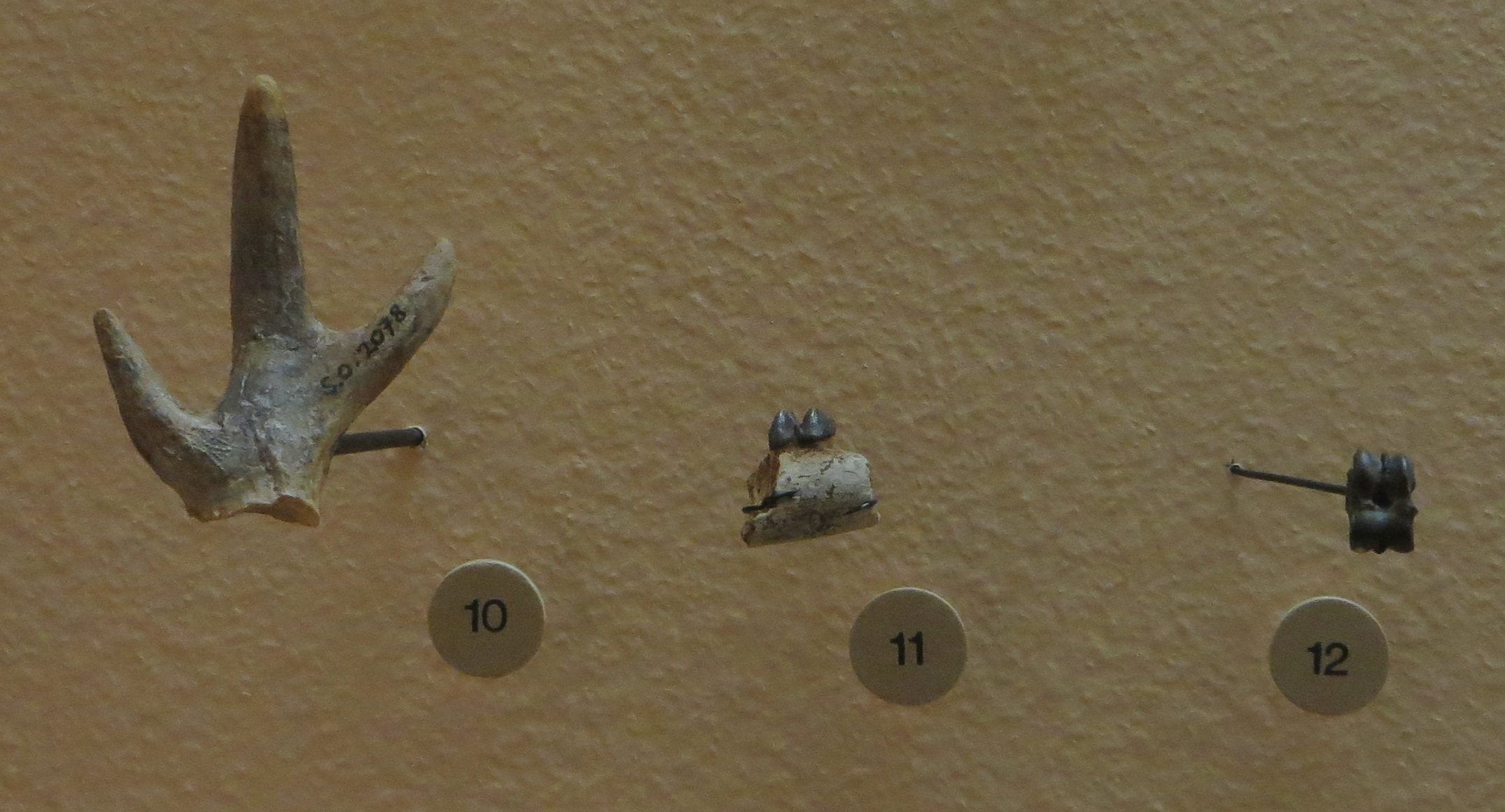
Fossili di Ligeromeryx praestans (10), Lagomeryx ruetimeyeri (11) e L. pumilio (12)

## Paleobiologia
Studi sull'usura dello smalto dentario delle varie specie di Lagomeryx mostrano che le varie specie del genere non condividevano la medesima ecologia. Ad esempio, la specie L. pumilio doveva adottare un comportamento più generalista e si nutriva di vari tipi di piante, mentre la contemporanea L. parvulus era più legata a un ambiente di foresta densa. La specie asiatica L. manai, invece, abitava spazi più aperti rispetto a quelli delle sue controparti europee (Suraprasit et al., 2014).